# Josef Maria Auchentaller
Josef Maria Auchentaller (Viena, 2 de agosto de 1865 – Grado, 31 de dezembro de 1949) foi um pintor, desenhista e gravador austríaco ligado à Secessão de Viena e ao Art Nouveau.